# NGC 417
NGC 417 es una galaxia elíptica de la constelación de Cetus. 
Fue descubierta el 1886 por el astrónomo Frank Leavenworth.